# Міхалкова (округ Зволен)
Міхалкова (словац. Michalková, угор. Zólyommihályi) — село, громада в окрузі Зволен, центральна Словаччина. Кадастрова площа громади — 5,42 км². Населення — 30 осіб (за оцінкою на 31 грудня 2017 р.).
Перша згадка 1786 року.

## Населення
| Рік:            | 1994. | 2004.   | 2014.    | 2024.    |
| --------------- | ----- | ------- | -------- | -------- |
| Кількість осіб: | 42    | 46      | 37       | 45       |
| Різниця:        |       | +9,52 % | -19,56 % | +21,62 % |

| Рік:            | 2023. | 2024.   |
| --------------- | ----- | ------- |
| Кількість осіб: | 43    | 45      |
| Різниця:        |       | +4,65 % |